# Bandera (Santiago del Estero)
Bandera es la ciudad cabecera del departamento Belgrano, provincia de Santiago del Estero, Argentina, a la vera de la RN 98. Se encuentra a 272 km de la ciudad capital, a la cual se llega por Ruta Nacional 34 y la ruta provincial 21.

## Población
Cuenta con 6,536 habitantes (Indec, 2010)  lo que representa un incremento del 22,5% frente a los 5,335 habitantes (Indec, 2001) del censo del 2001. Esta población la sitúa como el 12° aglomerado urbano de su provincia.
| Gráfica de evolución demográfica de Bandera entre 1960 y 2010 |
|                                                               |
| Fuentes: INDEC                                                |

## Fiestas y exposiciones
- Expo Bandera, la exposición de agricultura, ganadería y comercio más importante del sudeste santiagueño, se realiza anualmente desde 1986, habitualmente en el mes de junio, en predios de la Sociedad Rural del Sudeste Santiagueño.
- Fiesta Provincial del Ternero Santiagueño se realiza todos los años paralelamente a la Expo Bandera.

## Historia eclesiástica de la ciudad
En el año 1911 Bandera se trasformaba en una comunidad propiamente dicha. Entonces los fieles católicos de aquella época solicitaron la creación de una parroquia, justamente en el mismo año se conformaba el curato independiente de Añatuya, posteriormente diócesis, con injerencia en las cuestiones eclesiásticas en los departamentos Belgrano y Taboada, por ida del entonces monseñor Juan Yañiz y Paz, obispo de la diócesis de Santiago del Estero, nombrando autoridad de la nueva sección al Presbítero Pablo F. Blasco, quien llega a Bandera y desde la autoridad comunal pide se conforme una comisión pro-templo y escuela provincial, donde participan: Julio Hamman, José Pedrazzini, Juan Bautista Omacini, Facundo de Martiola, Julián Gongora, Constantino Coppola, Augusto Savi, Natalio de la Llama, Vicente Pintaudi, Toribio Coronel e Inés Paz, quienes en reunión oficial el 12 de septiembre de 1912 realizan la primera acta en la cual se nombra patrono de la comunidad a San Francisc Solano, quien gana por unanimidad a San isidro Labrador.
Coppola, Pedrazini, Muller y Bordas serían los encargados de organizar y dirigir el acto y fiesta que se realizaría para colocar la piedra fundamental de la parroquia, concedido los terrenos el 6 de octubre de 1912. Con la asistencia de gran cantidad de fieles y público en general se realiza el tan esperado acto. No se encontraron datos de quien fuera el orador, pero probablemente fue Julián Gongora, que ante la invocación de la Virgen del Rosario, entierra el fundamento junto al acta redactada por la comisión. Don Francisco González fue testigo de este acontecimiento y probablemente el que sacó la única foto que existe de ese acto, pues fue aficionado fotógrafo en años subsiguientes.
La obra estaba en marcha y encargada a los constructores Santiago y Pablo Tade quienes la terminan de techar en 1915, pero aún sin la torre de campanario, a partir de entonces se comenzaron a celebrar las misas que anteriormente se hacían en la casa particular de las “niñas corias, con el padre Pablo F. Blasco donde se registra el primer bautizo el 16 de agosto de 1911 a la niña Angélica Margarita Borda, hija de Albertina Desluye y Juan Borda, el día después al acto de la colocación de la piedra fundamental se bendijese la unión en matrimonio de Natalio de La Llama y María Cabadas De León. Luego en 1923 se hace cargo de la parroquia el Padre Ángel Farias Leal, siguiendo en 1926 el presbítero Bienvenido Peña y en septiembre de 1931, se desempeñare como primer párroco oficial y habilitando los registros locales el Padre Antonio Taboada

## Economía
A través de la generación de obras de infraestructura, se busca acompañar el crecimiento del sector agrícolo-ganadero. Las prioridades trazadas por las autoridades municipales, basadas en un criterio regional, tienen que ver con la energía, el agua, el progreso urbano y las conexiones viales.
La ciudad de Bandera, se ha convertido en un importante epicentro productivo no sólo de la región, junto al noroeste santafesino, sino también en el territorio nacional. La fecundidad de sus campos agrícolo-ganaderos generó en la nueva gestión municipal, la necesidad de acompañar esta "explosión" con las obras de infraestructura necesarias.
Se instaló el concepto de "regionalización" a través de una microorganización compartida por el departamento Belgrano (Bandera es la cabecera) con otros limítrofes del sureste santiagueño, como son los casos de Rivadavia, Aguirre y Mitre.
Con la finalidad de poder concretar la demanda de infraestructura, los funcionarios concentraron el esfuerzo sobre prioridades como la energía, el agua, el progreso urbano y las conexiones viales.
Con relación a la problemática del agua -que se hace extensiva a gran parte del norte santafesino- el ejecutivo municipal de Bandera, junto a los técnicos correspondientes analizan y proyectan la ejecución de acueductos. Uno de ellos, recorrería el trayecto Añatuya, Bandera y Fortín Inca, en Santiago del Estero, que podría llegar a la ciudad de Tostado, cabecera del departamento 9 de Julio en la provincia de Santa Fe.

### Rutas, calles y caminos
Con referencia a la ejecución de obras viales, hacia la finalización del primer semestre del 2008, está prevista la culminación de la pavimentación de la RN 98, en el tramo de 45 kilómetros que une Bandera con el Mojón de Hierro, límite con Tostado.
Este es el corredor vial fundamental que necesita la abundante producción agrícola-agropecuaria de esta región, para que el transporte la traslade hacia las Rutas Nacionales N° 11, N° 95 y la Provincial santafesina N° 2. En este sentido, el intendente Gorosito comentó que "también se piensa en la pavimentación del trayecto Pinto-Sumampa", dos localidades de Santiago del Estero.
El secretario de Gobierno, Henry Antinori, analizó por su parte que todos estos grandes emprendimientos se deben hacer sin descuidar el progreso del habitante "bandeño", ya que la ciudad tiene más de 8 mil habitantes, guarismo que llega a 12 mil si se cuenta la población rural y la zona de influencia.
En tal sentido, el municipio ha incorporado calles y concretos granulares a más de cincuenta de ellas y se mejoró ostensiblemente la iluminación urbana con la colocación de más de un centenar de lámparas nuevas. También se piensa en la posibilidad de dotar a la comunidad de gas natural.
Todo este crecimiento es acompañado a través de tres dependencias primordiales para coordinar todo el trabajo: la Secretaría de Gobierno (como centro operativo), su similar de Cultura y la Dirección de Deportes.
Para finalizar, cabe recordar que, tanto Gorosito como Antinori, piensan que es imprescindible buscar la correlatividad con los aportes realizados en concepto de retenciones, que alcanzaban la suma de $ 500 millones (fundamentalmente las derivadas de la soja), ahora incrementado por el nuevo aumento porcentual, que Bandera transfiere al fisco nacional.

### Rindes agrícolas
Es digno destacar que los campos de la zona, comercializan unas 250 mil ha de soja que, en algunos casos, y de acuerdo a datos surgidos de las entidades rurales, en varios establecimientos esta legumbre rindió 3,5 t por hectárea, como también el maíz que, a 25 kilómetros de Bandera, alcanzó un rinde de once toneladas.

## Parroquias de la Iglesia católica en Bandera
| Diócesis  | Añatuya              |
| --------- | -------------------- |
| Parroquia | San Francisco Solano |